# Дерна (Румунія)
Дерна (рум. Derna) — село у повіті Біхор в Румунії. Адміністративний центр комуни Дерна.
Село розташоване на відстані 425 км на північний захід від Бухареста, 32 км на північний схід від Ораді, 108 км на північний захід від Клуж-Напоки.

## Населення
За даними перепису населення 2002 року у селі проживали 1020 осіб.
Національний склад населення села:
| Національність | Кількість осіб | Відсоток |
| -------------- | -------------- | -------- |
| румуни         | 558            | 54,7%    |
| словаки        | 288            | 28,2%    |
| угорці         | 165            | 16,2%    |
| цигани         | 7              | 0,7%     |

Рідною мовою назвали:
| Мова      | Кількість осіб | Відсоток |
| --------- | -------------- | -------- |
| румунська | 565            | 55,4%    |
| словацька | 291            | 28,5%    |
| угорська  | 163            | 16,0%    |